# کالر آیدی

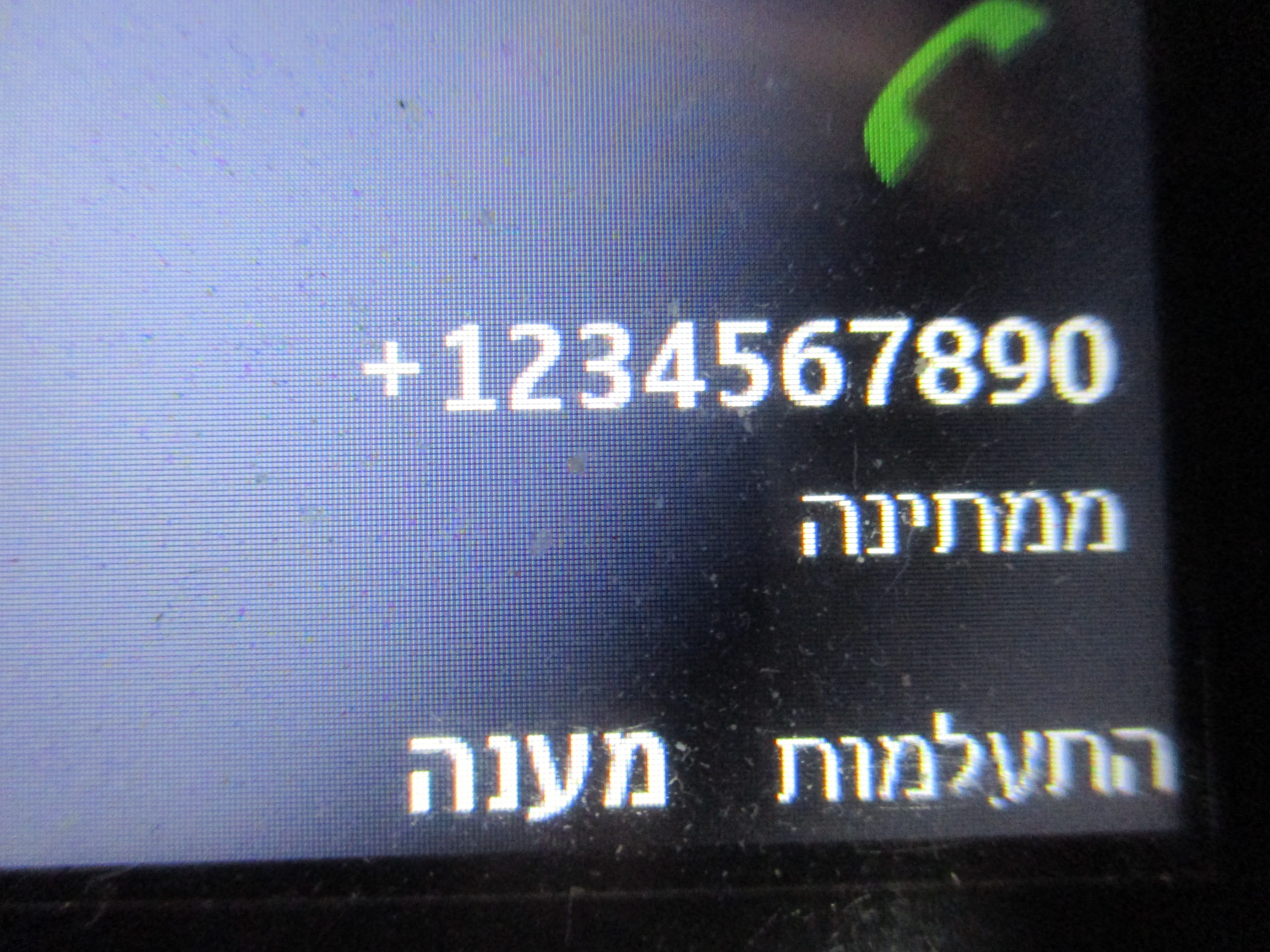
نمایش شماره یا کالر ایدی (به انگلیسی: Caller ID) یکی از خدمات تلفنی روی تلفن‌های آنالوگ و دیجیتال و بسیاری از نرم‌افزارهای VOIP است که شمارهٔ تماس‌گیرنده را در هنگام زنگ تلفن نمایش می‌دهد.
همچنین این سرویس می‌تواند یک نام را نیز همراه با شماره تلفن تماس گیرنده ارائه دهد. اطلاعات موجود، بر روی صفحه نمایش تلفن شخص دریافت کننده تماس، یا یک دستگاه جداگانه متصل به آن و یا روی رایانه شخصی نمایش داده می‌شود.